# كاريل سفوبودا (ملحن)
كاريل سفوبودا (بالتشيكية: Karel Svoboda)‏ هو ملحن وكاتب أغاني تشيكي، ولد في 19 ديسمبر 1938 في براغ في التشيك، وتوفي في 28 يناير 2007 في Jevany ‏ في التشيك بسبب إصابة بعيار ناري.

## وصلات خارجية
- كاريل سفوبودا على موقع IMDb (الإنجليزية)
- كاريل سفوبودا على موقع ميوزك برينز (الإنجليزية)
- كاريل سفوبودا على موقع قاعدة بيانات الأفلام السويدية (السويدية)
- كاريل سفوبودا على موقع ديسكوغز (الإنجليزية)
- كاريل سفوبودا على موقع قاعدة بيانات الفيلم (الإنجليزية)
- كاريل سفوبودا على موقع كينوبويسك (الروسية)